# Platylabus shanicus
Platylabus shanicus är en stekelart som beskrevs av Heinrich 1974. Platylabus shanicus ingår i släktet Platylabus och familjen brokparasitsteklar. Inga underarter finns listade i Catalogue of Life.